# V/H/S
V/H/S är en amerikansk skräckfilm från 2012, samt den första delen i Brad Miskas filmserie med samma namn. Filmen premiärvisades för första gången på Sundance Film Festival den 22 januari 2012, för att sedan ha amerikansk biopremiär den 5 oktober samma år. Denna film består av flera olika kortfilmer, som dessutom är regisserade av flera olika regissörer. Några av filmens regissörer är Ti West, Matt Bettinelli-Olpin och Tyler Gillett. De två sistnämnda regissörerna ansvarar för filmens sista segment ("10/31/98"), där de även medverkar som skådespelare.
Filmen släpptes på DVD i Sverige av Noble Entertainment den 8 maj 2013.

## Rollista

### "Tape 56"
- Calvin Reeder – Gary
- Lane Hughes – Zak
- Kentucker Audley – Rox
- Adam Wingard – Brad
- Frank Stack – gammal man
- Sarah Byrne – Abbey
- Melissa Boatright – Tabitha
- Simon Barrett – Steve
- Andrew Droz Palermo – femte legisten

### "Amateur Night"
- Hannah Fierman – Lily
- Mike Donlan – Shane
- Joe Sykes – Patrick
- Drew Sawyer – Clint
- Jasper Lewis – Lisa

### "Second Honeymoon"
- Joe Swanberg – Sam
- Sophia Takal – Stephanie
- Kate Lyn Sheil – tjej

### "Tuesday the 17th"
- Norma C. Quinones – Wendy
- Drew Moerlein – Joey Brenner
- Jeannine Yoder – Samantha
- Jason Yachanin – Spider
- Bryce Burke – glitchen

### "The Sick Thing That Happened to Emily When She Was Younger"
- Helen Rogers – Emily
- Daniel Kaufman – James
- Liz Harvey – den nya tjejen
- Corrie Fitzpatrick – tjejallien
- Isaiah Hillman – killallien
- Taliyah Hillman – liten tjejallien

### "10/31/98"
- Chad Villella – Chad
- Matt Bettinelli-Olpin – Matt
- Tyler Gillett – Tyler
- Paul Natonek – Paul
- Nicole Erb – tjejen
- John Walcutt – kultledare
- Eric Curtis – rumskamrat